# 하양역
하양역(Hayang Station, 河陽驛)은 경상북도 경산시 하양읍 금락리에 있는 대구선의 철도역이자 대구 도시철도 1호선의 전철역이다.
모든 무궁화호가 정차한다. 규모가 있는 철도역이고 하양읍의 시외교통을 대부분 담당한 곳이지만, 역 바로 앞의 산업도로변으로는 시내버스가 거의 정차하지 않는단 단점이 있다. 하양역을 오고 간 시내버스를 타려면 하양역에서 길을 건너간 후, 읍내 근처로 조금 걸어서 들어가야 한다.
2019년 12월에 복선화한 후 가공전차선 설치를 마치고 2021년 3월 30일에 전철화되어 대구선 복선전철이 완공되었다.

## 연혁
- 1917년 12월 24일 : 보통역으로 영업 개시
- 1938년 7월 1일 : 표준궤로 개량
- 1991년 9월 1일 : 소화물 취급 중지
- 2001년 9월 : 구 역사 신축
- 2004년 9월 1일 : 화물 취급 중단
- 2008년 1월 1일 : 통근열차 운행 중단
- 2011년 4월 1일 : 매표소 위탁발매로 전환
- 2015년 4월 2일 : 동차형 새마을호 운행 중단
- 2017년 9월 8일 : 하양 ~ 영천 구간 운행선을 개량선으로 변경
- 2017년 12월 24일 개업 100주년
- 2018년 7월 16일 : 금강 ~ 하양 구간 운행선을 개량선으로 변경하여 대구선 전 구간의 개량선 이설 완료
- 2019년 5월 17일: 안심역~하양역 구간 착공
- 2019년 12월 : 대구선 복선화 완료
- 2021년 3월 30일 : 대구선 전철화 완료
- 2021년 5월 20일 : 신 역사 완공
- 2021년 10월 27일 : 구역사에서 신역사로 업무 이전
- 2022년 11월 5일 : 누리로 정차 개시
- 2023년 12월 18일 : ITX-마음 운행 개시
- 2024년 12월 21일: 대구 도시철도 1호선 안심역~하양역 연장구간 개통[1]

## 역 구조
1기 역사는 동촌역과 비슷했으며, 2기 역사는 2001년에 신축하여 2021년까지 이용했다. 대구선 복선 전철화와 1호선 연장 사업과 함께 통합 역사를 계획했으나, 별개의 역사를 이용하게 됐다. 2021년 5월에 신축한 역사는 2기 역사 자리에서 약간 동쪽으로 이설되었으며, 2기 역사가 있었던 자리에 1호선 역사가 들어왔다. 신 역사는 대합실/역무실과 승강장이 분리되어 있는 형태며, 중간에 대구 도시철도 1호선의 서편 출구로 가는 길이 있다.
화물상옥은 한국철도공사 선정 준철도기념물로 지정되었다.

### 승강장

#### 한국철도공사
| ↑영천(부전·포항·동해행)/군위(안동행) |
| １２ \| ３４ \|                      |
| 동대구↓                              |

| 1 | 2 | 중앙선 · 대구선 · 동해선 | ITX-마음 무궁화호 | 태화강 · 부전 · 포항 · 영주 · 동해방면 |
| 3 | 4 | 대구선                   | 무궁화호          | 동대구 방면                            |

#### 대구교통공사
2면 2선의 상대식 승강장을 갖춘 고가역이다. 스크린도어가 설치되었다. 대합실에서 반대편으로 열차 횡단이 가능한 역이다.
산업도로 정면으로 나와 있는 출구 외에는 동쪽 출구가 있으며, 동쪽 출구로 나오면 대구선 하양역 대합실/역무실과 하양역 승강장으로 가는 갈림길이 있다.
| ↑ 시·종착역 |
| \| 하       |
| ↓ 부호      |

| 하행 | ● 대구 도시철도 1호선 | 당역 종착                                |
| 상행 | ● 대구 도시철도 1호선 | 동대구 · 중앙로 · 반월당 · 설화명곡 방면 |

## 역 주변
| 나가는 곳 | 방면                                                                                      |
| --------- | ----------------------------------------------------------------------------------------- |
| 1         | 하양초등학교 하양하나멘션1차아파트 하양3차우방아파트 하양2차롯데낙천대아파트 하양평광타운 |

## 하양역 사진

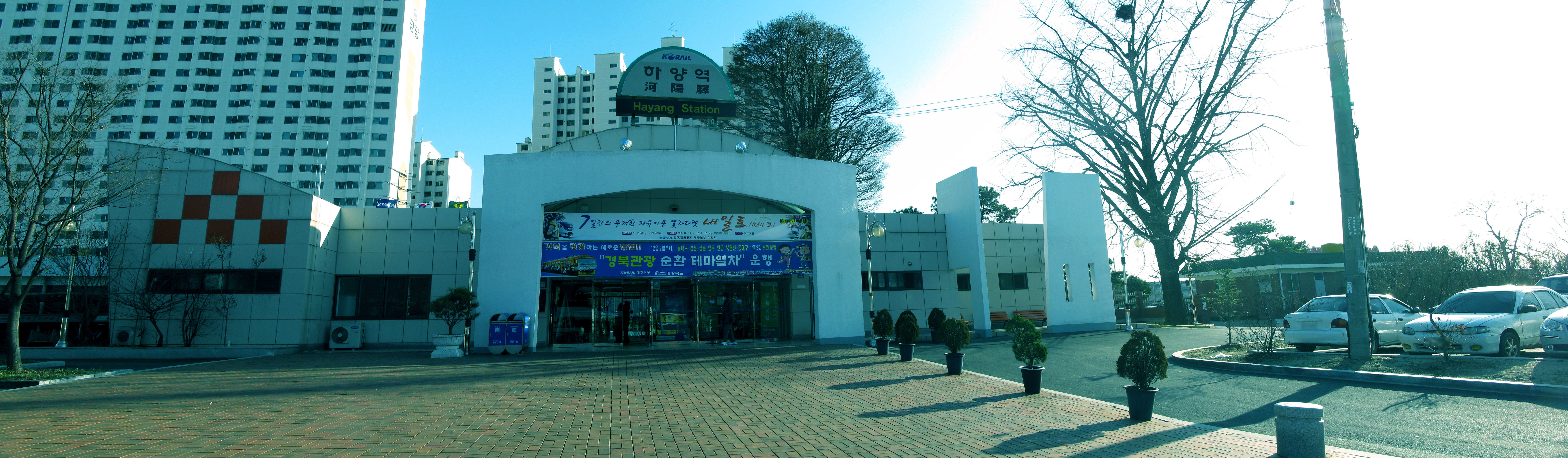
구 역사 (현재 철거됨)
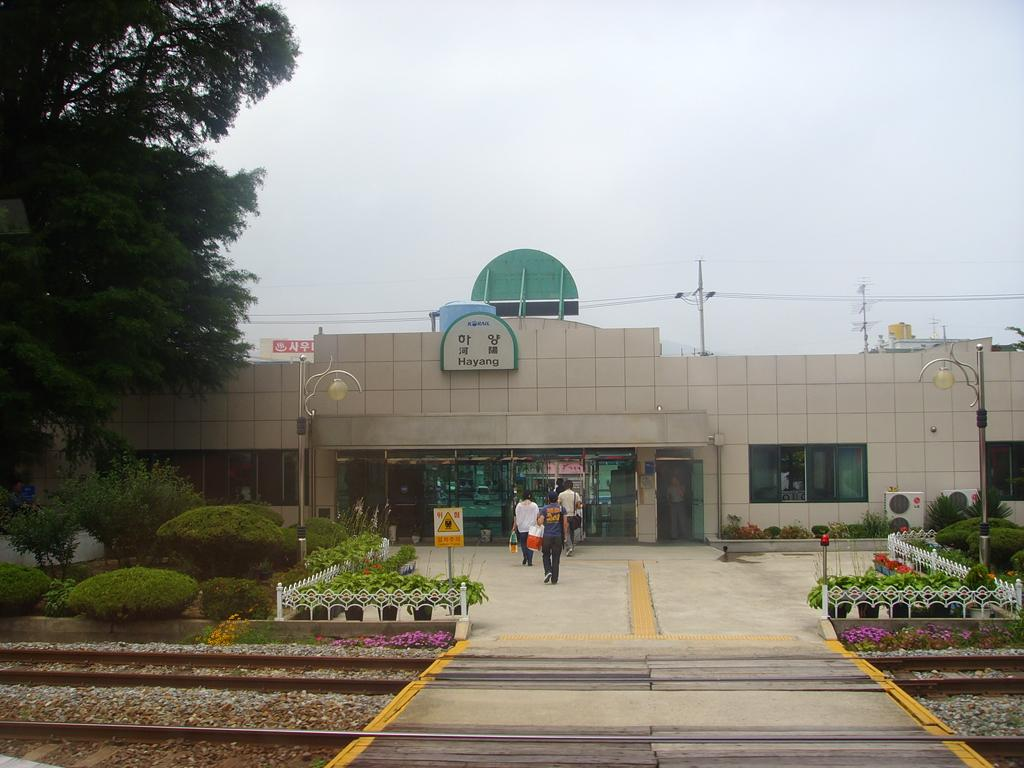
구 역사의 뒷편
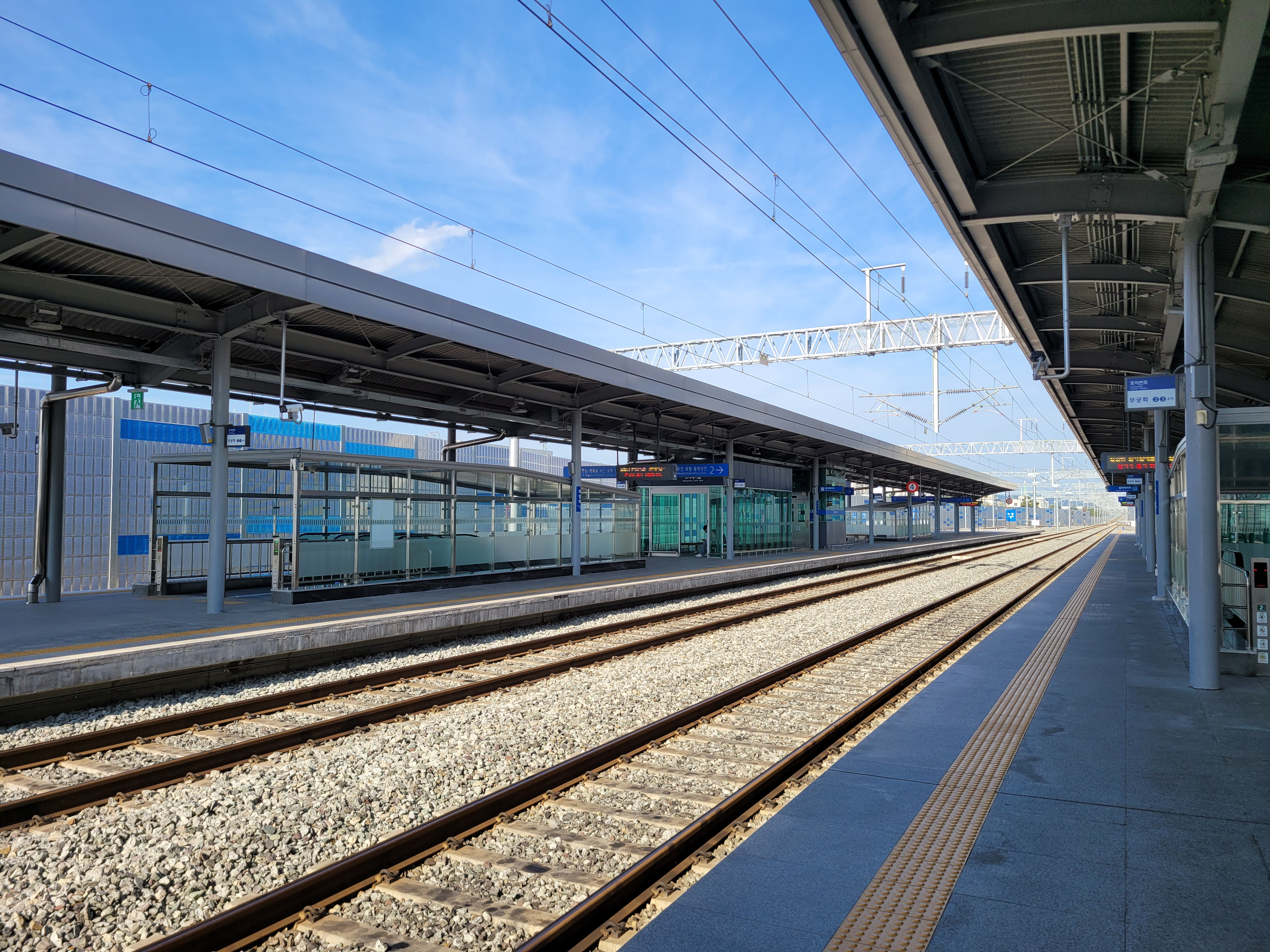
승강장
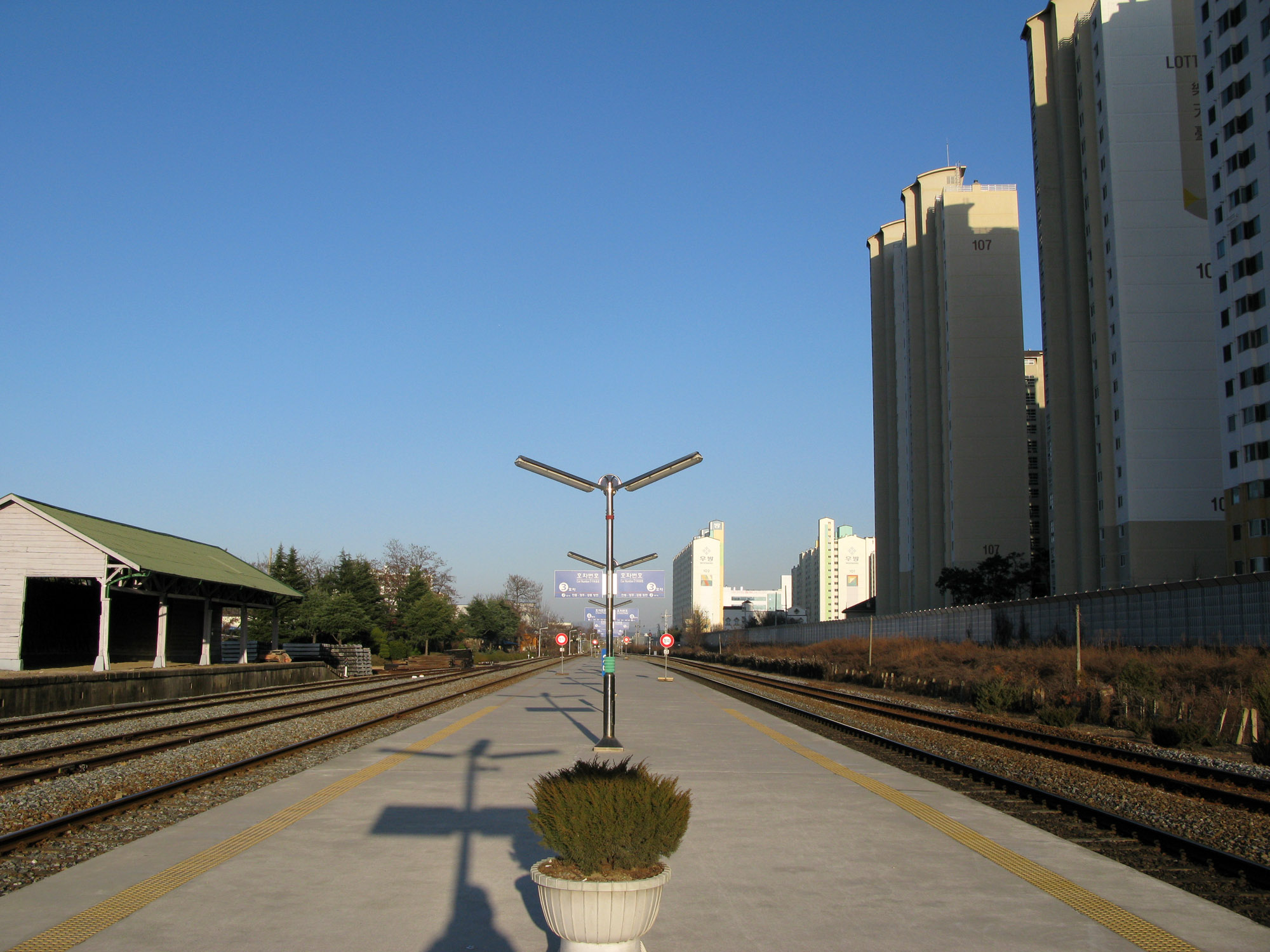
승강장 (2009년) (현재 철거됨)
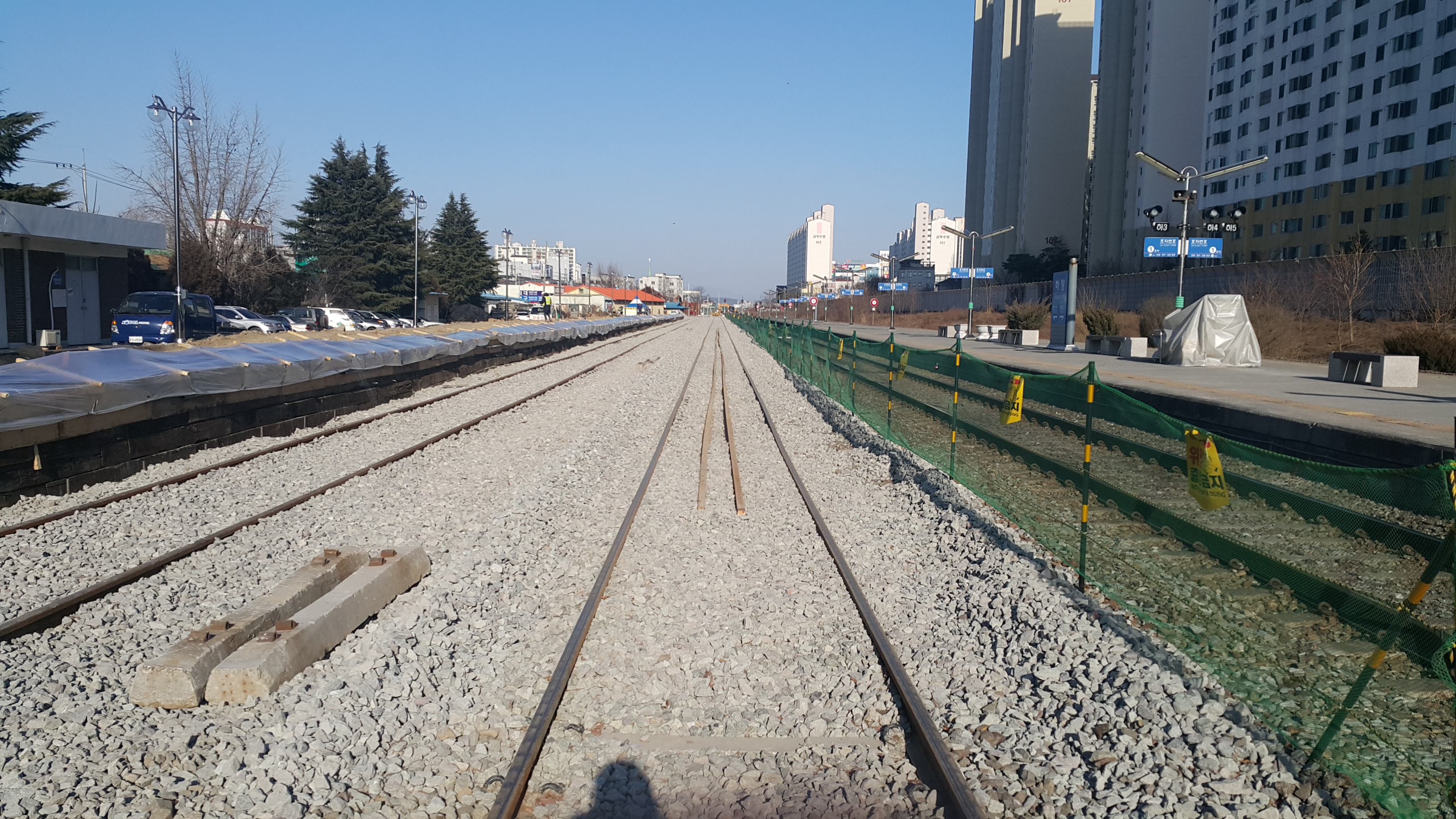
임시승강장과 임시선 공사현장

## 인접 정차역
| 동해선 · 대구선              | 동해선 · 대구선       | 동해선 · 대구선         |
| ---------------------------- | --------------------- | ----------------------- |
| 동대구 방면                  | ITX-마음 동해선       | 아화 강릉 방면          |
| 동대구 방면                  | ITX-마음 동해선       | 영천 부전 · 태화강 방면 |
| 동대구 방면                  | 누리로 동해선         | 영천 강릉 · 태화강 방면 |
| 동대구 방면                  | 무궁화호 동해선       | 영천 포항 · 부전 방면   |
| 영동선 · 대구선 · 영천삼각선 |                       |                         |
| 동대구 방면                  | 무궁화호 영동선       | 군위 동해 방면          |
| 대구 도시철도 1호선          |                       |                         |
| 148 부호 설화명곡 방면       | ● 대구 도시철도 1호선 | 시·종착역               |